# 利昂·梅斯特尔
利昂·梅斯特尔（英語：Leon Mestel，1927年8月5日—2017年9月15日），英国天文学和天体物理学家，萨塞克斯大学荣誉退休教授。他的研究领域为恒星的形成与结构，尤其是恒星磁场和磁流体动力学。他获得了爱丁顿奖章（1993年）和皇家天文学会金质奖章（2002年）。退休之后，他撰写了不少关于物理学家和天体物理学家的讣文和传记文章。

## 奖项和荣誉
- 1993年 爱丁顿奖章[7]
- 2002年 皇家天文学会金质奖章[8][9][10]